# Lelkraanvogel
De lelkraanvogel (Grus carunculata synoniem: Bugeranus carunculata) is een grote vogelsoort uit de familie van de kraanvogels. Het is een door habitatverlies kwetsbaar geworden kraanvogelsoort die leeft in Afrika ten zuiden van de Sahara.

## Kenmerken
De vogel is gemiddeld 172 cm lang en weegt 7,8 kg. De soort is de grootste kraanvogelsoort uit Afrika en de een na grootste van alle kraanvogels, op de saruskraanvogel na. De rug en de vleugels zijn asgrijs. Boven de ogen en op de kop zijn de veren donkergrijs. De twee lellen zijn wit en hangen vlak onder de keel. De staartveren zijn erg lang en hangen bijna op de grond. De borst en de nek zijn wit. De naakte huid vlak voor de ogen tot aan de snavel is rood en daar zitten verder een soort van wrat-achtige bobbels.
De lelkraanvogel heeft lange zwarte poten. Het verschil tussen mannetjes en vrouwtjes is haast niet te zien; de mannetjes zijn gemiddeld iets groter. De jongen hebben minder bobbels dan de volwassen vogels.

## Verspreiding en leefgebied
Deze soort komt voor van Congo-Kinshasa en Tanzania tot Botswana, Zimbabwe en Zuid-Afrika. Ze bewonen hier vooral open, ongestoorde moerasgebieden met riet- en graslanden, omzoomd door bos met hoge bomen.

## Status
De lelkraanvogel leeft in een bedreigd verspreidingsgebied en daardoor is de kans op uitsterven aanwezig. De grootte van de populatie werd in 2018 door BirdLife International geschat op 6000 tot 6300 volwassen individuen en de populatie-aantallen nemen af habitatverlies. Het leefgebied wordt aangetast door droogte (mogelijk door klimaatverandering) maar ook door irrigatieprojecten, afdammen van rivieren en drooglegging van gebieden waarbij natuurlijke natte vegetatie wordt omgezet in gebied voor intensief agrarisch gebruik en menselijke bewoning. Om deze redenen staat deze soort als kwetsbaar de Rode Lijst van de IUCN.